# Rhincalanus gigas
Rhincalanus gigas är en kräftdjursart som beskrevs av Brady 1883. Rhincalanus gigas ingår i släktet Rhincalanus och familjen Rhincalanidae. Inga underarter finns listade i Catalogue of Life.